# Malformações cefálicas congênitas

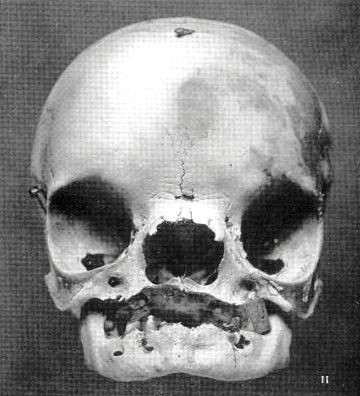
Cranio de infante apresentando hipertelorismo

As malformações cefálicas congênitas (português brasileiro) ou malformações cefálicas congénitas (português europeu) são causadas por danos ou desenvolvimento anormal do sistema nervoso central. Cefálico é um termo que quer dizer "cabeça" ou "extremo superior do corpo". Congênito(pt-BR) ou Congénito(pt-PT?) significa que o transtorno se apresenta usualmente antes do nascimento. Observe-se que as malformações do formato do crânio não estão necessariamente associadas à malformações do sistema nervoso e vice versa.
As malformações cefálicas congênitas e/ou do sistema nervoso não são causadas necessariamente por um só fator, podendo ser provocados por condições hereditárias ou genéticas ou por exposições ambientais durante a gravidez, tais como medicamentos que a mãe tenha tomado, infecção materna ou exposição a radiações. Algumas malformações cefálicas ocorrem quando as suturas cranianas (as juntas fibrosas que conectam os ossos do crânio) se unem prematuramente a exemplo da síndrome de Crouzon.
A maioria das malformações são causadas por um problema que ocorre nas primeiras etapas do desenvolvimento do sistema nervoso fetal. O sistema nervoso humano desenvolve-se a partir de uma capa pequena e especializada de células localizadas na superfície do embrião. Nas primeiras etapas do desenvolvimento, esta capa de células forma o tubo neural, uma envoltura estreita que se fecha entre a terceira e quarta semana do gravidez para formar o cérebro e a medula espinhal do embrião. Quatro processos principais são responsáveis do desenvolvimento do sistema nervoso: a proliferação celular, um processo no qual as células nervosas se dividem para formar novas gerações de células; a migração celular, um processo no qual as células nervosas se movem de seu lugar de origem até o lugar onde estarão o resto da vida; a diferenciação celular, um processo durante a qual as células adquirem características individuais; e a morte celular, um processo natural no qual as células morrem.
Os danos ao sistema nervoso em desenvolvimento são uma causa importante de transtornos crônicos e incapacitações e, às vezes, da morte de bebês, crianças e até adultos. Os danos sofridos pelo sistema nervoso em desenvolvimento podem afetar a mente e o corpo em graus que variam muito. Muitas incapacidades são suficientemente leves e permitem que os pacientes afetados possam viver normalmente.

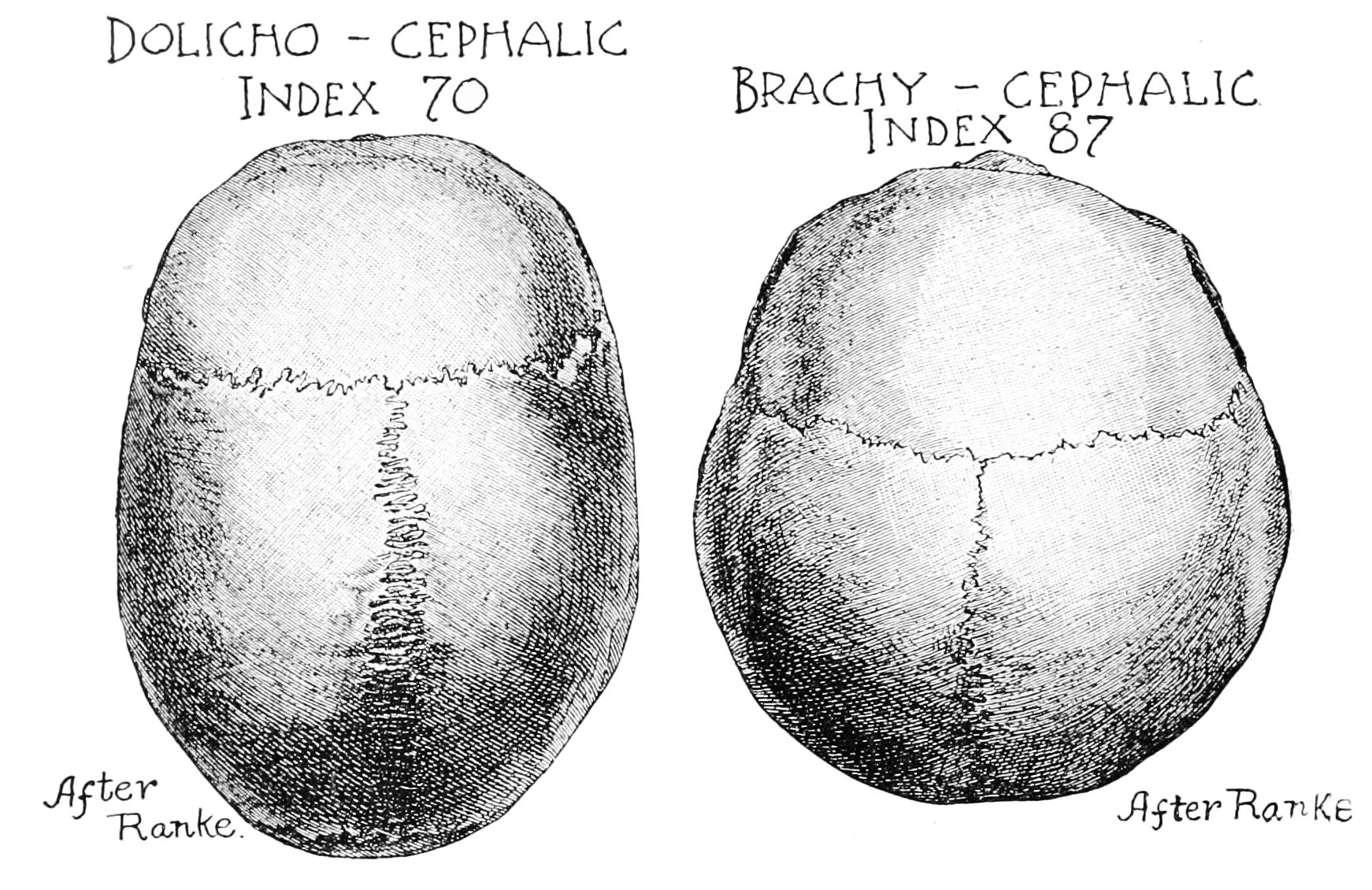
Os índices mesocefálicos estabelecidos pela craniometria vão de 76° a 80° os extremos são a braquicefalia e dolicocefalia

Como malformações específicas da cabeça enquanto, deformidade do aparelho osteomuscular, temos destacada no CID 10ª Rev. : Assimetria facial (Q67.0); Deformidade facial por compressão (Q67.1); Dolicocefalia (Q67.2); Q67.3 Plagiocefalia. Deve-se distinguir a dolicocefalia e/ou braquicefalia enquanto variedades anatômicas do formato do crânio estabelecidas pela craniometria, disciplina da antropologia física. O tipo dolicocéfalo, por exemplo, corresponde ao tipo humano cuja largura do crânio tem quatro quintos (4/5) do comprimento.

## Lista de malformações do sistema nervoso, da face ou cefálicas congênitas

### Mais comuns
| - Anencefalia - Colpocefalia - Holoprosencefalia - Etmocefalia - Hidranencefalia - Iniencefalia | - Lisencefalia - Megaloencefalia - Microcefalia - Porencefalia - Esquizencefalia |

### Menos comuns
| - Acefalia - Braquicefalia - Diprósopos - Escafocefalia - Exencefalia - Macrocefalia | - Microencefalia - Octocefalia - Oxicefalia - Plagiocefalia - Trigonocefalia - Síndrome de Treacher Collins |